# Bús Balázs
Bús Balázs (Budapest, 1966. január 29. –) szociális munkás, szociálpolitikus, 1998 óta Óbuda-Békásmegyer önkormányzati képviselője, 2002-2006-ig Budapest III. kerülete (Óbuda-Békásmegyer) alpolgármestere, 2006 és 2019 között  polgármestere, 2010 és 2014 között Óbuda 4-es OEVK országgyűlési képviselője (FIDESZ-KDNP). 2021 óta a Nemzeti Kulturális Alap alelnöke.

## Díjak, elismerések
- 2007 – Trianon emlékérem
- 2008 – A Lengyel Köztársaságért Érdemrend Lovagkeresztje
- 2009 – A Corvin-közi hősök érdemrendje a babérkoszorúval
- 2010 – Eötvös József emlékérem arany fokozata
- 2012 – Szent László díj (Országos Lengyel Önkormányzat)
- 2018 – Henszlmann Imre díj (Magyar Régészeti és Művészettörténeti Társulat)

## Civil szervezeti tagság
- Partifecske - Dunakanyar Kulturális, Turisztikai és Sport Egyesület – elnök